# Karl Gottfried Nadler

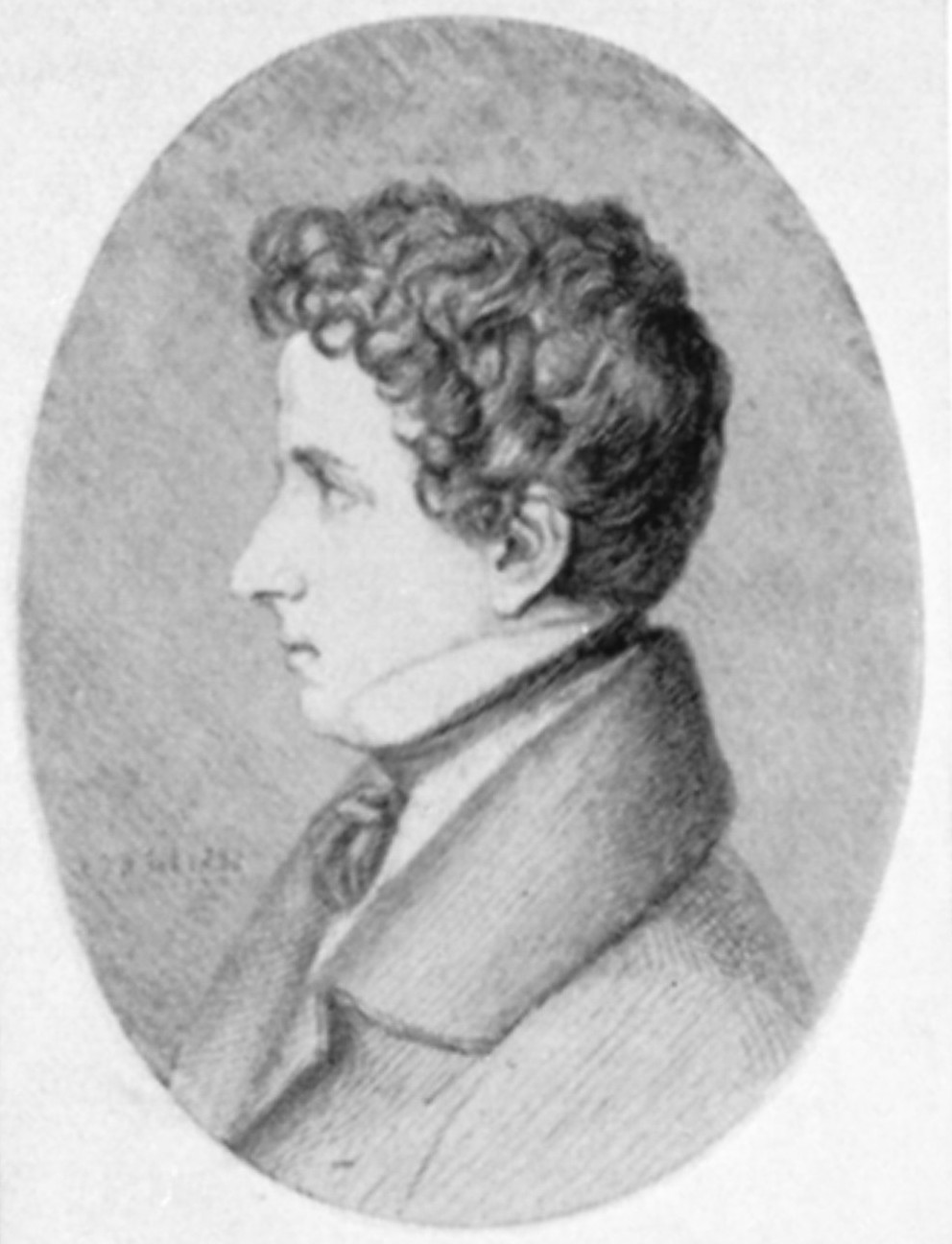
Karl Gottfried Nadler

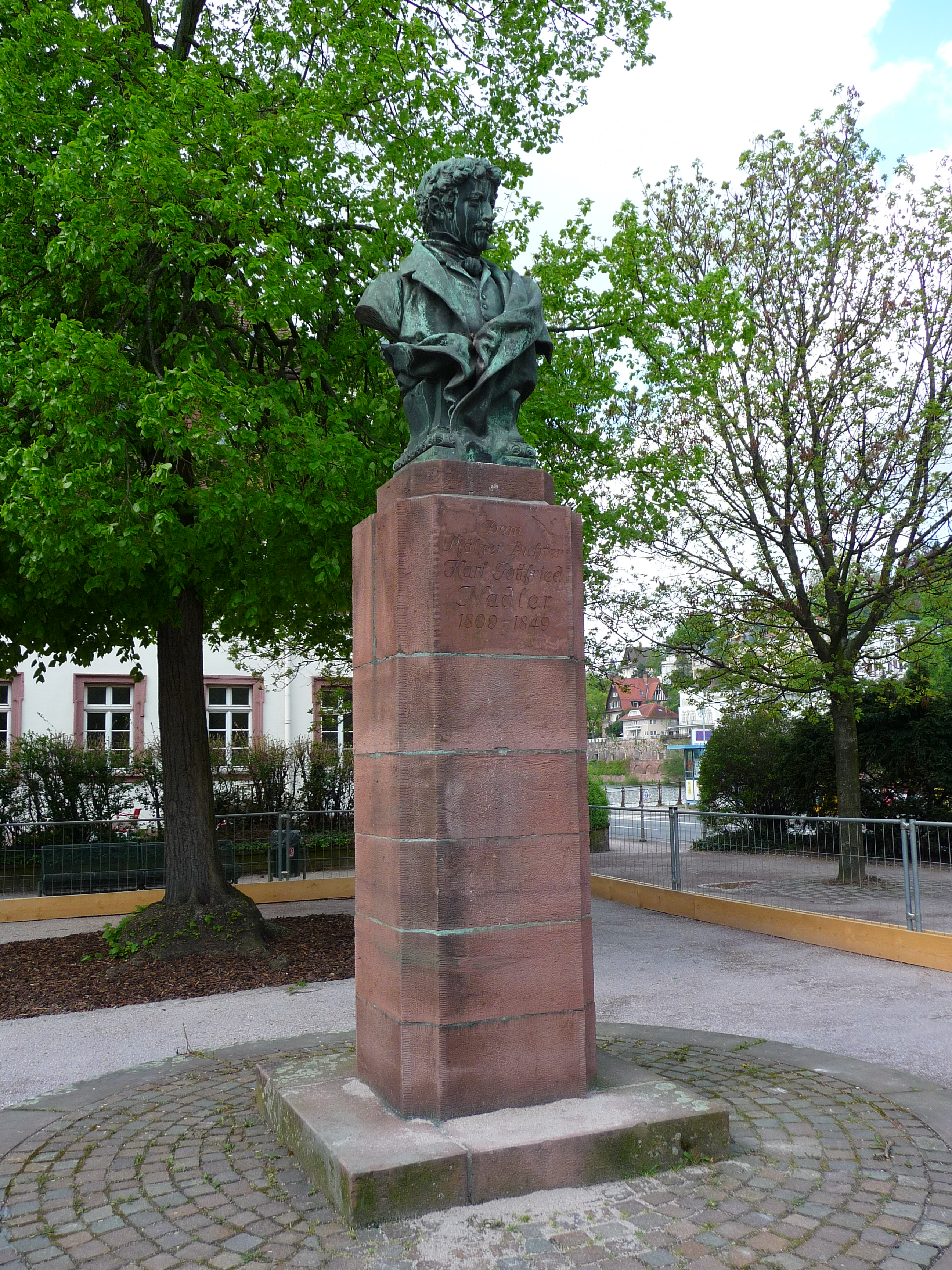
Karl Gottfried Nadler, mit Blick auf den Neckar, Bronzebüste vor dem Marstall in der Heidelberger Altstadt

Karl Christian Gottfried Nadler (* 19. August 1809 in Heidelberg; † 26. August 1849 ebenda) war ein Jurist und Pfälzer Mundartdichter. 

## Leben
Nadler studierte von 1826 bis 1831 Rechtswissenschaften an der Ruprecht-Karls-Universität Heidelberg und war anschließend als Advokat in seiner Heimatstadt tätig. Zwischen 1838 und 1845 gehörte er dem Großen Bürgerausschuss in Heidelberg an.

## Künstlerisches Schaffen
Bekannt wurde der Pfälzer Dichter Karl Gottfried Nadler durch seine Mundartdichtungen und seine Spottgedichte auf die Märzrevolution von 1848. Sein bekanntestes Werk ist Das Guckkasten-Lied vom großen Hecker, eine Spottballade über den badischen Revolutionsführer, seinen vormaligen Berufskollegen Friedrich Hecker, die nach der Niederlage des Heckerzuges Ende April 1848 erschien.

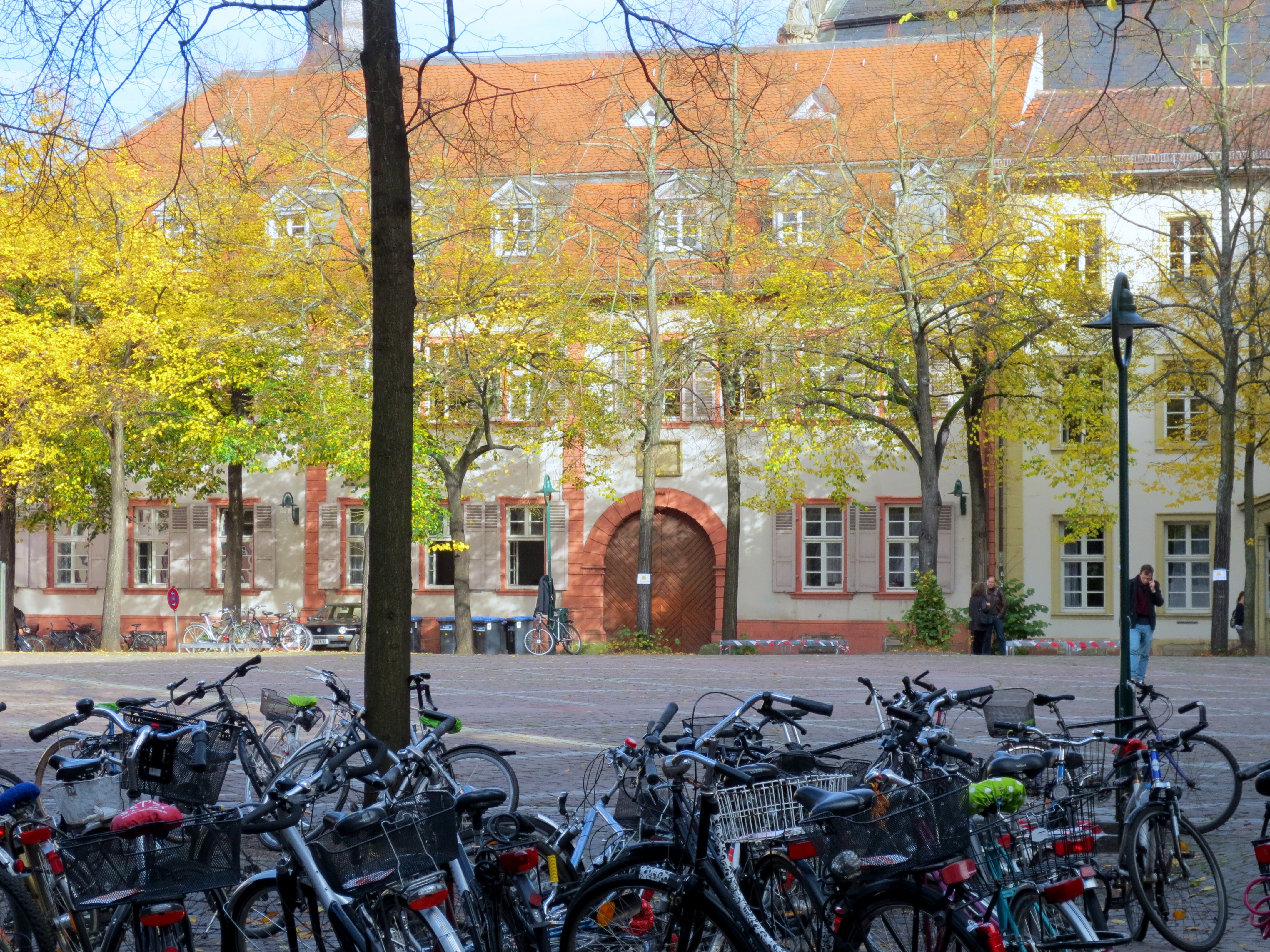
Augustinergasse 7, Geburtshaus von Karl Gottfried Nadler
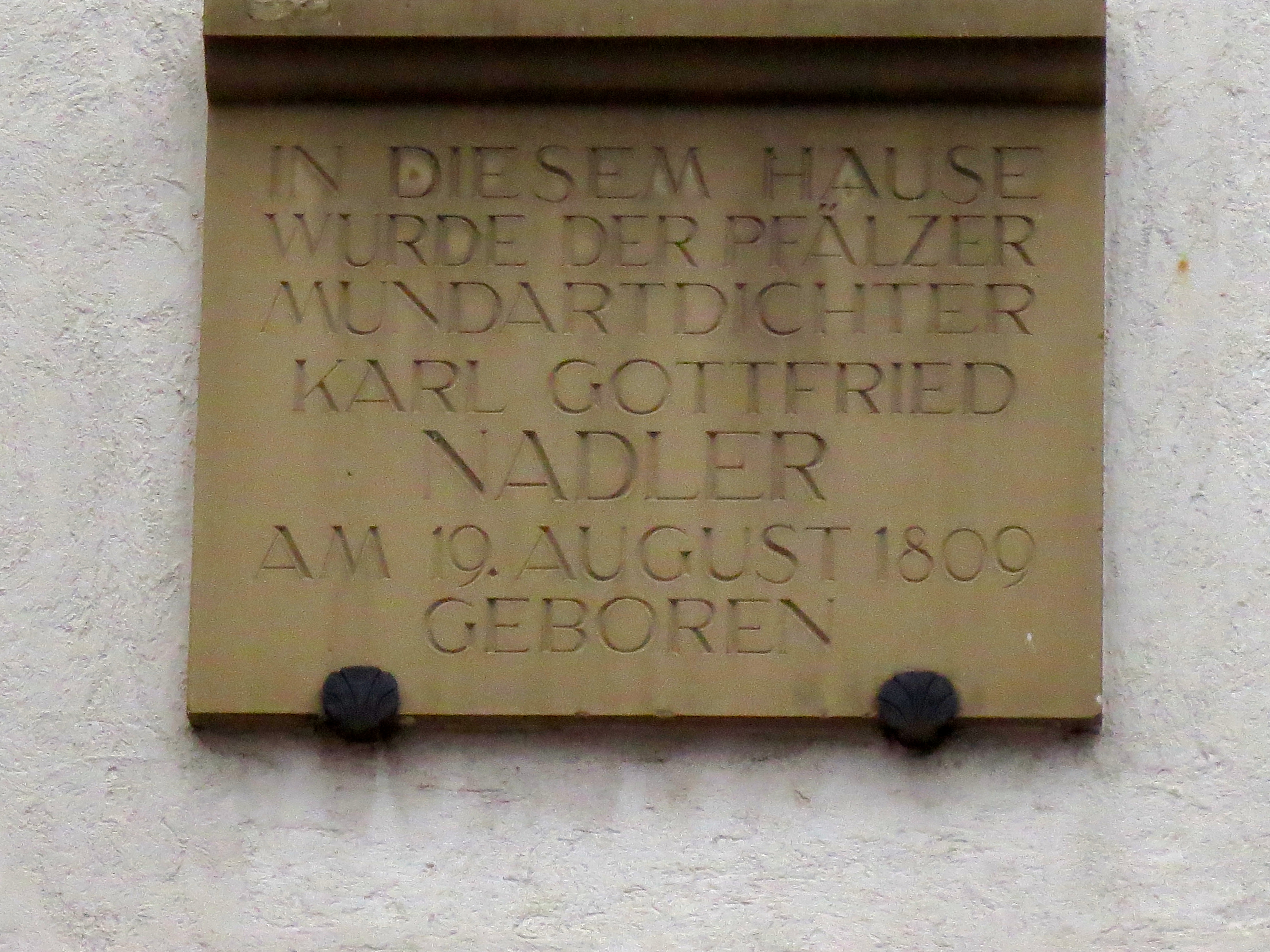
Gedenktafel am Geburtshaus von Karl Gottfried Nadler
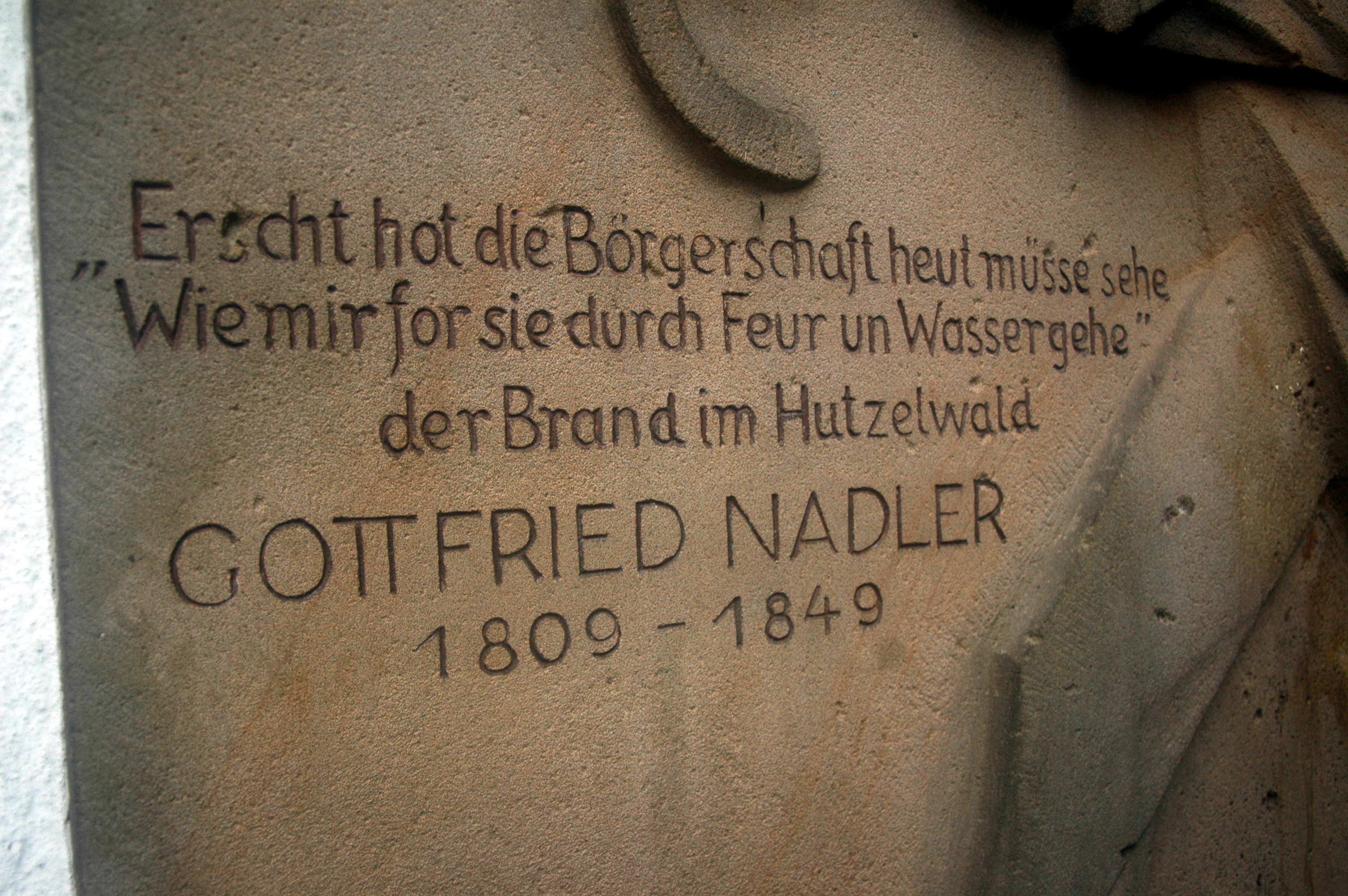
Gedenktafel am Klingentor für Karl Gottfried Nadler

Wegen dieser Ballade, die mit den Zeilen „Seht, da steht der große Hecker, / eine Feder auf dem Hut, / seht, da steht der Volkserwecker, / lechzend nach Tyrannenblut!“ beginnt und als Flugschrift verbreitet wurde, verübten zwei der Gefolgsleute Heckers ein Attentat auf Nadler, das dieser nur knapp überlebte, und an dessen Folgen er auch später im Alter von 40 Jahren verstarb.
Nach Nadlers Tod erfuhr sein Werk, die Sammlung Fröhlich Pfalz, Gott erhalt’s, im Jahre 1851 eine erweiterte Neuauflage, in der auch die Ballade vom Großen Hecker im Druck verlegt wurde.
Karl Gottfried Nadler verstarb in Heidelberg. Er wurde auf dem Heidelberger Bergfriedhof beigesetzt. Seine letzte Ruhestätte in der (Abt. D). befindet sich oberhalb der so genannten Professoren Reihe in der Nähe der Grabstätte von Wilhelm Furtwängler.

## Werke
- Fröhlich Palz; Gott erhalt’s, Gedichtsammlung, 1847
  - 4. Auflage 1864 Digitalisat enthält auch Guckkasten-Lied vom großen Hecker (S. 289–296) und Ein schönes neues Lied von dem weltberühmten Struwwel-Putsch (S. 297–305)
- Guckkasten-Lied vom großen Hecker, Spottballade, 1848

## Ehrungen
- In der Heidelberger Altstadt erhielt zu seiner Ehre eine Straße den Namen Nadlerstraße.

## Einzelnachweis
1. ↑  Landschaftsamt der Stadt Heidelberg.